# 柳生俊順
柳生 俊順（やぎゅう としむね）は、大和柳生藩の第12代藩主。

## 生涯
高家旗本の武田信之の次男。嘉永3年（1850年）11月5日、先代藩主の柳生俊能が死去すると、その養嗣子となって跡を継いだ。嘉永4年12月16日、従五位下・対馬守に叙任する。後に但馬守に改める。半蔵口御門番を務めた。文久2年（1862年）7月24日、27歳で死去した（幕府には閏8月3日死去と届けられた）。跡を弟で養嗣子の俊益が継いだ。

## 系譜

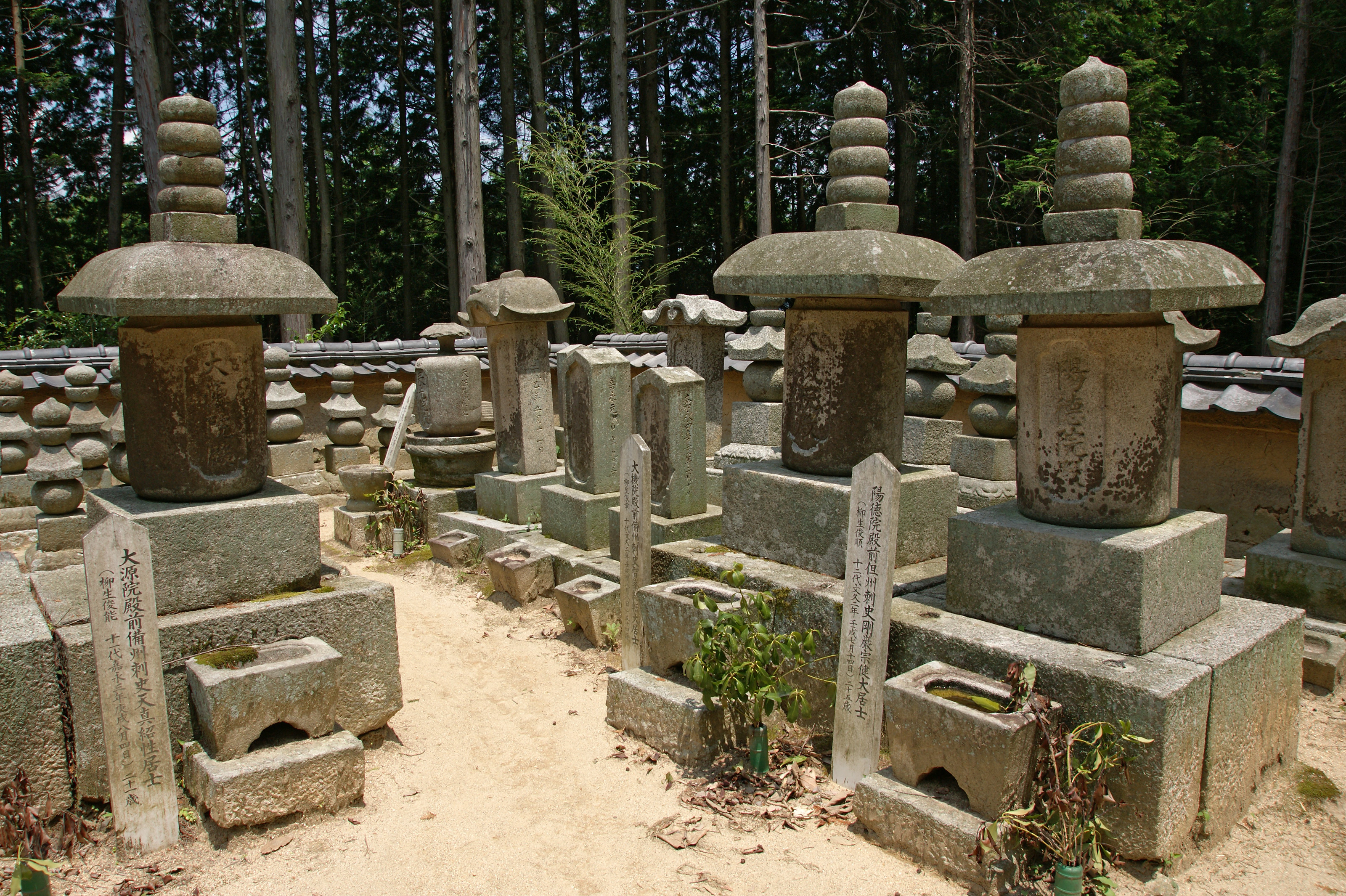
芳徳寺境内にある柳生一族の墓所。左端が俊順の墓

- 父：武田信之
- 母：不詳
- 養父：柳生俊能
- 正室：木下俊敦の娘
- 生母不明の子女
  - 長女：綏子（木下俊程養女、三条公恭室）
- 養子
  - 男子：柳生俊益（武田信之の五男）